# 海螺

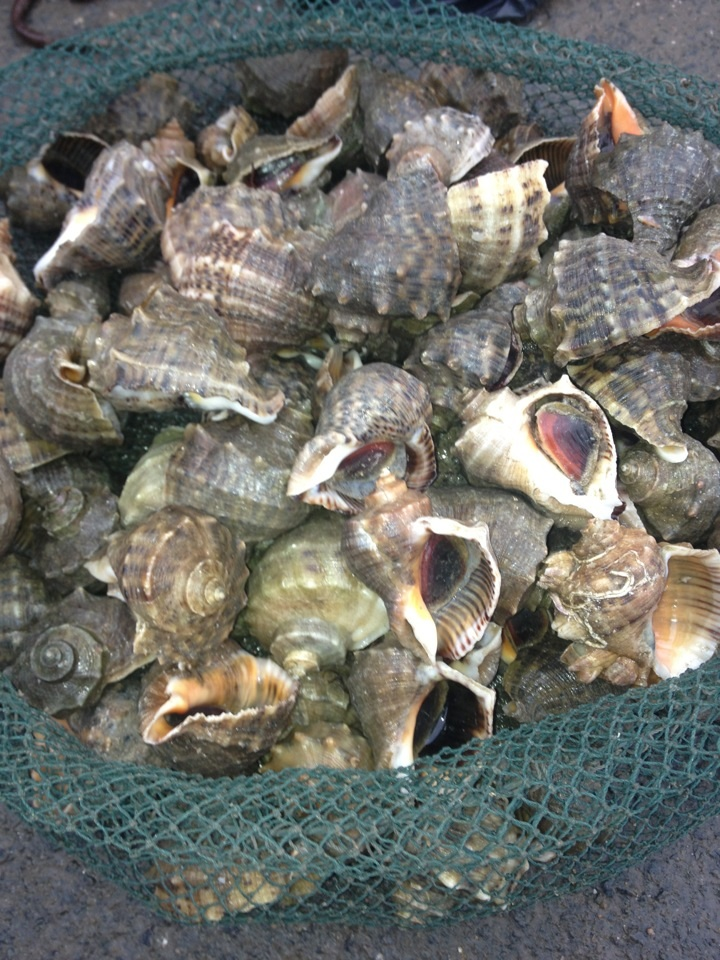
海螺

海螺（英語：Sea snail）是一種腹足綱的軟體動物，專指生活在海裏或者海岸邊的螺類。海螺跟淡水螺和陸上的蝸牛共同組成了大部份的腹足綱物種。
海螺喜歡生活于沿海、沙灘、海岸的礁石或者浅海的海底，全世界均有分佈，在中國多存在於以山东、辽宁、河北省，产卵期幾乎都在5～8月之間。
海螺贝壳边缘轮廓略呈四方形，大而坚厚，壳大概10厘米左右，螺层6级，壳口内为杏红色，有珍珠光泽。螺肉質地緊緻，味美而鮮甜，是非常受歡迎的海鮮食材，享有「海中明珠」之譽。它富含蛋白質、维生素和人体必需的氨基酸和微量元素，是典型的高蛋白、高钙质、低脂肪的天然动物性保健食品。